# Arco dei Becci

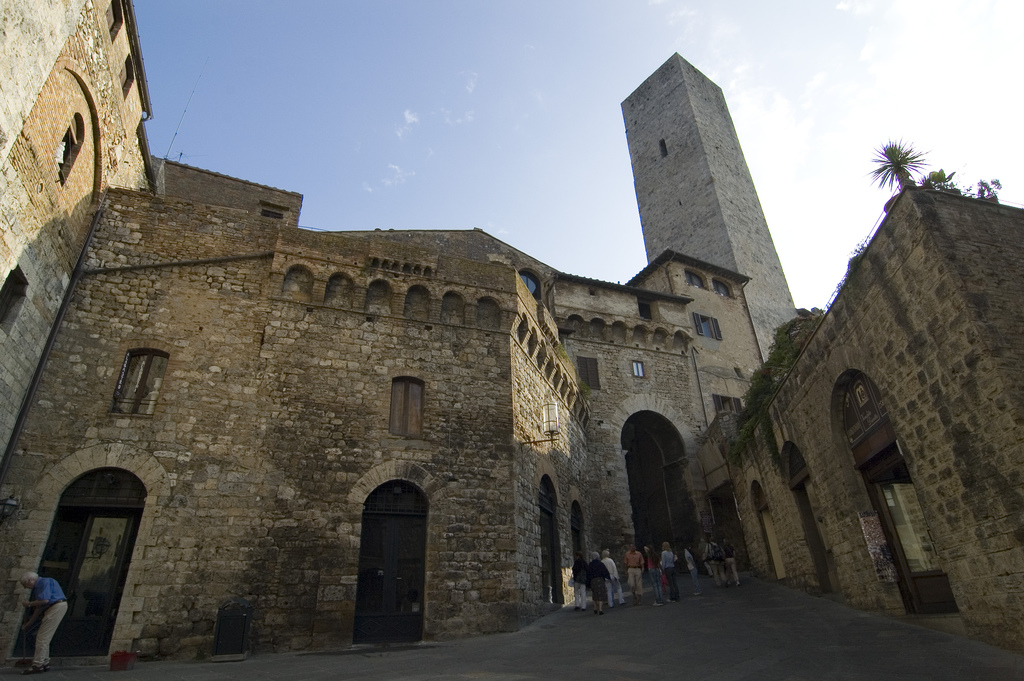
Arco dei Becci, tra il palazzo dei Cugnanesi e la torre dei Becci

L'arco dei Becci era una porta cittadina nelle mura della città di San Gimignano; mette in comunicazione la piazzetta dalla quale si origina via San Giovanni con piazza della Cisterna.

## Storia
L'origine dell'arco è molto antica: era infatti la porta cittadina verso sud dell'antica cerchia muraria del X secolo. È un arco a tutto sesto con pietra a vista, sormontato da un ballatoio coperto aggettante, sostenuto da una serie di archetti pensili. L'arco era anticamente protetto dal Palazzo dei Cugnanesi e dall'alta torre omonima a destra (per chi guarda da via San Giovanni), mentre a sinistra è fiancheggiato dalla torre dei Becci.